# Achatocarpaceae
Achatocarpaceae är en familj med vedartade växter. De är träd eller buskar. I familjen ingår två släkten med sammanlagt tio arter. De är hemmahörande från sydvästra USA och söderut i tropiska och subtropiska Sydamerika.
I ordningen Caryophyllales är Achatocarpaceae närmast släkt med amarantväxterna (Amaranthaceae) och nejlikväxterna (Caryophyllaceae).
I äldre klassificeringssystem ingick arterna i Achatocarpaceae i familjen kermesbärsväxter (Phytolaccaceae).
Arterna är utbildad som buskar eller mindre träd med taggar eller glest fördelade tornar. De förekommer från Nord- till Sydamerika. Hos blommorna finns bara ett kön.